# گایوس ژولیوس سزار یکم
گایوس ژولیوس سزار یکم، پدر پدربزرگ ژولیوس سزار بود و یک سناتور جمهوری روم در سال ۱۴۳ پیش از میلاد بود.
او احتمالاً یکی از سزارهای جولیی بود؛ و به احتمال زیاد برادر سکستوس ژولیوس سزار کنسول ۱۵۷ پیش از میلاد بود. اگر برادر وی همان سکستوس ژولیوس سزار کنسول ۱۵۷ پیش از میلاد باشد، پدرش هم حتماً سکستوس ژولیوس سزار که یک پرائتور در سال ۲۰۸ پیش از میلاد بود خواهد شد.
پسر وی گایوس ژولیوس سزار دوم بود.